# La Grave
La Grave (okcitansko La Grava) je zimskošportno središče in občina v jugovzhodnem francoskem departmaju Hautes-Alpes regije Provansa-Alpe-Azurna obala. Leta 2019 je naselje imelo 479 prebivalcev.

## Geografija
Kraj leži v pokrajini Daufineji na desnem bregu reke Romanche, 35 km severozahodno od Briançona. Južno od vasi dominira mogočni masiv la Meije; slednji se nahaja v narodnem parku Écrins.

## Administracija
La Grave je sedež istoimenskega kantona, v katerega je poleg njegove vključena še občina Villar-d'Arêne s 730 prebivalci.
Kanton je sestavni del okrožja Briançon.